# Стугарев, Андрей Савельевич
Андрей Савельевич Стугарев - советский государственный и партийный деятель, доктор технических наук, профессор.

## Биография
Родился в деревне Пологи в 1907 году. Член ВКП(б) с 1930 года.
С 1926 года - на общественной и партийной работе.
В 1926 - 1971 гг. :
- помощник Ветринского районного агронома,
- инструктор сельскохозяйственной кооперации с. Бортниково Московской губернии,
- горный мастер, помощник начальника участка, заместитель главного инженера шахты имени С. М. Кирова,
- начальник шахты имени 7 Ноября треста «Ленинуголь»,
- главный инженер треста «Кемеровоуголь»,
- управляющий трестом «Сталинуголь»,
- 1-й секретарь Прокопьевского городского комитета ВКП(б),
- секретарь Кемеровского областного комитета ВКП(б) по угольной промышленности,
- 2-й секретарь Кемеровского областного комитета ВКП(б),
- начальник комбината «Кузбассуголь»,
- заместитель министра угольной промышленности восточных районов СССР,
- председатель Государственного комитета по безопасному ведению работ в промышленности и горному надзору при СМ СССР,
- директор Центрального научно-исследовательского института экономики при Государственной плановой комиссии РСФСР,
- член коллегии Государственного комитета СМ СССР по топливной промышленности,
- заместитель директора Центрального научно-исследовательского института экономики Министерства угольной промышленности СССР.

Избирался депутатом Верховного Совета РСФСР 2-го созыва.
Умер в 1979 году в Москве.